# San Francisco Cahuacúa
San Francisco Cahuacúa es una localidad del estado mexicano de Oaxaca. Es cabecera del municipio de San Francisco Cahuacúa.

## Demografía
| Censo | Población |
| ----- | --------- |
| 1900  | 764       |
| 1910  | 525       |
| 1921  | 555       |
| 1930  | 466       |
| 1940  | 628       |
| 1950  | 266       |
| 1960  | 289       |
| 1970  | 276       |
| 1980  | 226       |
| 1990  | 325       |
| 1995  | 344       |
| 2000  | 399       |
| 2005  | 383       |
| 2010  | 503       |
| 2020  | 564       |